# Uniwersytet Witolda Wielkiego
Uniwersytet Witolda Wielkiego w Kownie (lit. Vytauto Didžiojo universitetas) – publiczna uczelnia założona w 1922 przez rząd litewski jako Uniwersytet Litewski w Kownie (Lietuvos universitetas), i funkcjonująca do 1950 roku. W 1989 Uniwersytet został ponownie otwarty.

## Historia

### Powstanie i rozwój uczelni
W 1918 roku Taryba zadecydowała o wskrzeszeniu Uniwersytetu Wileńskiego, jednak zajęcie Wilna przez Polaków w kwietniu 1919, a później w październiku 1920 roku, uniemożliwiło ponowną organizację placówki.
Pierwszym krokiem do utworzenia alternatywnego wobec Uniwersytetu Stefana Batorego ośrodka akademickiego było powołanie do życia wyższych kursów naukowych w Kownie. Formalna decyzja o przekształceniu ich w uniwersytet zapadła na posiedzeniu rządu 13 lutego 1922 roku, a uroczystego otwarcia placówki dokonano trzy dni później (w czwartą rocznicę deklaracji niepodległości Litwy).
12 kwietnia prezydent Stulginskis zaakceptował statut uczelni, która składała się z pięciu wydziałów: teologii i filozofii, humanistycznego, matematyki i nauk ścisłych, medycyny oraz techniki. Na ich czele stali odpowiednio: Jonas Maironis (teologia), Augustinas Voldemaras (humanistyka), Petras Avižonis (medycyna), Zigmas Žemaitis (matematyka i nauki ścisłe) oraz Pranas Jodelė (technika).
W 1923 założono uniwersytecki ogród botaniczny.

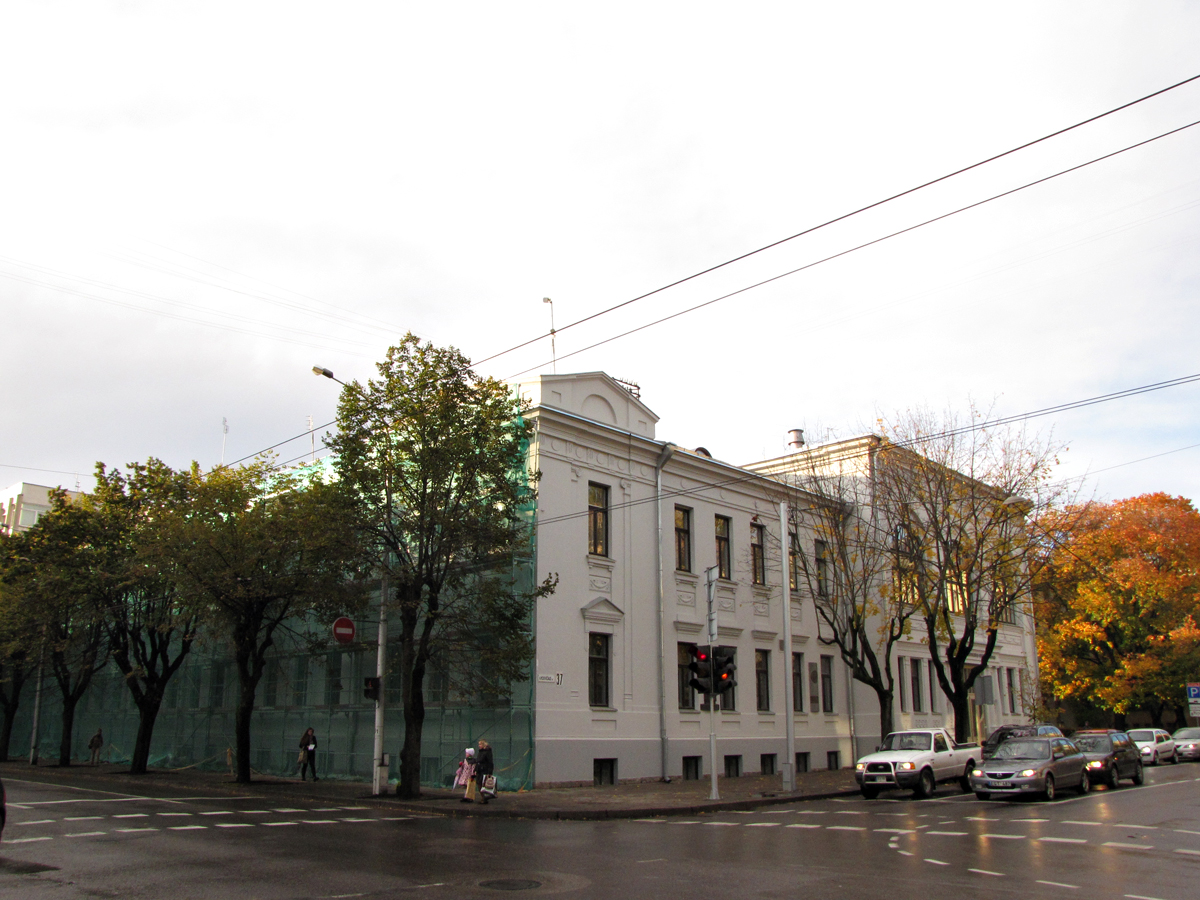
Budynek, w którym odbywały się wyższe kursy naukowe, od 1922 roku gmach Uniwersytetu Litewskiego

Wśród wykładowców znaleźli się wybitni przedstawiciele litewskiego życia kulturalnego – na czele Wydziału Humanistycznego stał Vincas Krėvė-Mickevičius (1925–1937), pracowali tam m.in. pisarz i teatrolog Balys Sruoga, późniejszy prezydent Republiki Antanas Smetona (wykładowca etyki i filozofii) czy ks. Mečislovas Reinys, znawca teologii i psychologii.
Uczelnia stała się miejscem kształcenia kadr nowo powstałego państwa – dominowali na niej studenci-Litwini (ponad 2/3 ogółu w 1929 roku), bardzo liczną grupę stanowili Żydzi (29%), inne mniejszości (Polacy, Rosjanie i Niemcy) reprezentowane były symbolicznie, co wynikało z prowadzonej przez rząd litewski polityki wspierania etnicznej ludności litewskiej, która na skutek długiej dominacji polskojęzycznych i niemieckojęzycznych elit była poszkodowana.
Związana z Uniwersytetem Akademia Rolnicza została powołana w 1924 roku na bazie Instytutu Agronomii i Leśnictwa Wydziału Matematyki i Nauk Ścisłych. W 1936 roku zdecydowano o powstaniu Akademii Weterynaryjnej na bazie Fakultetu Medycyny.
Rektorami uczelni w dwudziestoleciu międzywojennym byli kolejno: Jonas Šimkus, Vincas Čepinskis, Pranciškus Būčys, Petras Avižonis, Mykolas Biržiška, Michał Römer, Pranas Jodelė, po 1930 roku: Vincas Čepinskis, Michał Römer, Stasys Šalkauskis, Antanas Purėnas i Julijonas Gravgorkas (ostatni dwaj w latach 1940–1943).

### Przekształcenie uczelni w Uniwersytet Witolda Wielkiego
7 czerwca 1930 roku z okazji 500 rocznicy śmierci księcia Witolda dokonano uroczystej zmiany nazwy uczelni na Uniwersytet im. Witolda Wielkiego. Istniało już wtedy siedem wydziałów: poza pięcioma z 1922 roku doszła teologia ewangelicka i prawo. Łącznie na uczelni studiowało wówczas ponad 4 tys. studentów i wolnych słuchaczy.

### Polscy studenci
Mimo słabej reprezentacji Polaków wśród studentów Uniwersytetu część absolwentów polskich gimnazjów w Wiłkomierzu, Poniewieżu i Kownie decydowała się na podjęcie studiów w placówce. W 1929 roku uczyło się tu ok. 90 Polaków, na kilka miesięcy przed utratą przez Litwę niepodległości w 1940 roku polskich studentów było 53. Brali oni aktywny udział w życiu akademickim, zasiadając m.in. w ławach samorządu studenckiego. Polacy jednoczyli się w dwóch organizacjach: Zjednoczenie Polaków Studentów Uniwersytetu im. Witolda Wielkiego i Związek Polskiej Młodzieży Akademickiej Litwy (ZPMAL). W 1928 roku na bazie Zjednoczenia powstała polska korporacja akademicka „Lauda”, rok później powołano korporację „Antewię”. Przez krótki czas istniała również wzorowana na korporacji organizacja żeńska „Znicz”.

### Ostatnie lata uczelni w Litwie niepodległej
Po włączeniu Wilna w skład Litwy w 1939 roku Uniwersytet Witolda posłużył za wzór do zorganizowania podobnej placówki w nowej stolicy państwa – na bazie b. Uniwersytetu Stefana Batorego. W styczniu 1940 roku do Wilna przeniesiono wydziały Humanistyczny i Prawa, a w lecie tego roku Matematyki i Nauk Ścisłych. W tym też okresie – z powodów ideologicznych – uczelnia zmieniła nazwę na Uniwersytet Kowieński.
Na początku 1941 roku profesorowie Uniwersytetu pomogli w organizacji Akademii Nauk Litewskiej SRR.
Po wyzwoleniu Litwy spod okupacji radzieckiej w czerwcu 1941 roku uniwersytet wrócił do nazwy sprzed 1940 roku, jednak w marcu 1943 roku został zamknięty przez kolejnych okupantów na skutek niepowodzenia akcji werbunku młodych Litwinów do SS. Wielu z pracowników i studentów było represjonowanych przez władze niemieckie.
Na jesieni 1944 roku działalność uczelni została przywrócona – składała się ona odtąd z czterech fakultetów: Historyczno-Filologicznego, Medycznego, Architektury i Technologii. Po przeniesieniu Wydziału Filozofii do Wilna w 1949 roku, władze radzieckie zadecydowały o zamknięciu uczelni, a następnie przekształceniu jej w Kowieński Instytut Politechniczny oraz Kowieński Instytut Medyczny (w październiku 1950).

### Ponowne otwarcie w 1989
Przywrócenie Kownu statusu ośrodka uniwersyteckiego było jednym z postulatów ruchu na rzecz przebudowy Litwy w 1988 roku. Formalna decyzja została podjęta 28 kwietnia 1989 roku, Rada Najwyższa Litewskiej Socjalistycznej Republiki Radzieckiej zaakceptowała ją 4 czerwca, a w lipcu rząd opracował tymczasowy statut uczelni.
Pierwszy od pięćdziesięciu lat semestr nauki rozpoczął się 1 września 1989 roku na wydziałach Ekonomii, Nauki oraz Humanistycznym. UWW był pierwszą na terenie ZSRR szkołą wyższą cieszącą się względną niezależnością od rządu.

### Stosunki międzynarodowe
Uczelnia utrzymuje ścisłe więzi z licznymi uniwersytetami w USA, Europie i Azji. Wykłada na niej prof. dr hab. Dariusz Szpoper.

## Struktura
Obecnie uniwersytet składa się z 6 wydziałów i 4 instytutów, obejmujących 29 katedr i centrów oraz Kowieński Ogród Botaniczny.

### Wydziały
- Nauk Ścisłych (VDU Gamtos mokslų fakultetas)
- Nauk Humanistycznych (VDU Humanitarinių mokslų fakultetas)
- Informatyki (VDU Informatikos fakultetas)
- Teologii Katolickiej (VDU Katalikų teologijos fakultetas)
- Nauk Społecznych (VDU Socialinių mokslų fakultetas)
- Ekonomii i Zarządzania (VDU Ekonomikos ir vadybos fakultetas)

### Instytuty
- Sztuki (VDU Menų institutas)
- Nauk Politycznych i Dyplomacji (VDU Politikos mokslų ir diplomatijos institutas)
- Prawa (VDU Teisės institutas)
- Pracy Społecznej (VDU Socialinio darbo institutas)
- Kowieński Ogród Botaniczny

### Centra
- Historii Wojennej
- Badań Europejskich
- Badań nad Emigracją
- Języków Obcych
- Letonistyki
- Slawistyki im. Czesława Miłosza
- Sportu
- Japonistyki

## Rektorzy od 1989
- Jurgis Vilemas(inne języki) (1989–1990)
- Algirdas Avižienis(inne języki) (1990–1993)
- Bronius Vaškelis(inne języki) (1993–1996)
- Vytautas Kaminskas(inne języki) (1996–2006)
- Zigmas Lydeka (2006–2015)
- Juozas Augutis(inne języki) (od 2015)